# Massanas
Massanas (en catalán y oficialmente desde 1981 Massanes) es un municipio español de la provincia de Gerona, Cataluña, situado en la comarca de la Selva, al sur de la misma y a la izquierda del río Tordera.

## Demografía
Massanas cuenta con una población de 843 habitantes (INE 2024).

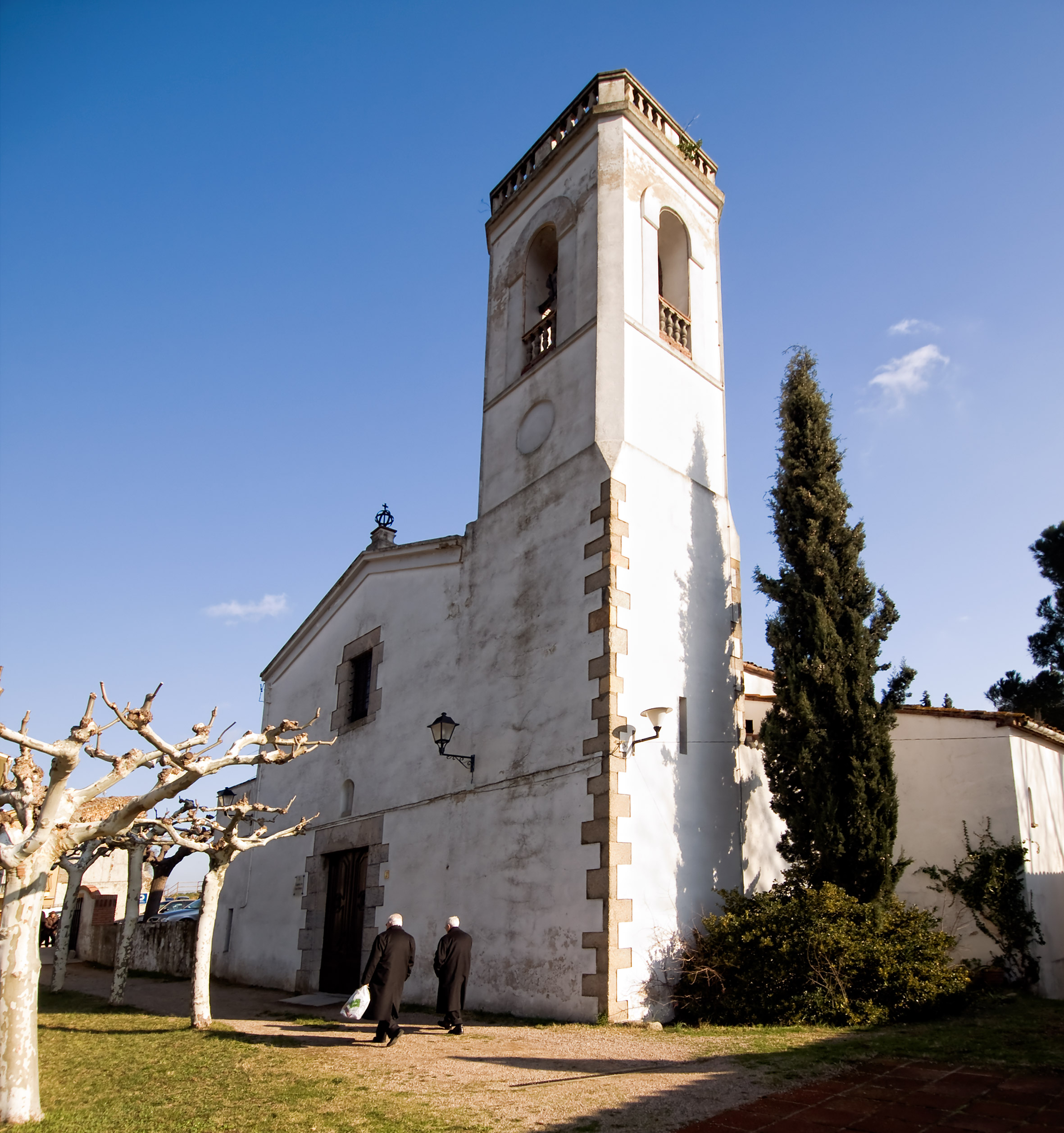
Iglesia parroquial.

| Gráfica de evolución demográfica de Massanas entre 1860 y 2021 |
| |
| Población de derecho según los censos de población del INE Población de hecho según los censos de población del INEEn estos censos se denominaba Massanas: 1877, 1887, 1897, 1900, 1910, 1920, 1930, 1940, 1950, 1960, 1970 y 1981 Entre el censo de 1860 y el anterior, aparece este municipio porque se segrega del municipio Sant Feliu de Buixalleu |

## Comunicaciones
Una carretera conecta el municipio con la salida 10 de la AP-7. Estación de ferrocarril de la línea Barcelona-Portbou.

## Economía
Agricultura de secano. Industria. Urbanizaciones de segunda residencia.